# Jablonevy Ovrag
Jablonevy Ovrag (Russisch: Яблоневый Овраг; "appelravijn") is een voormalige nederzetting met stedelijk karakter in de Russische oblast Samara, aan de Wolga. In 1989 had de plaats 6.192 inwoners en in 2002 6.463. Sinds 2004 is de plaats ingelijfd als microdistrict bij de iets oostelijker gelegen stad Zjigoeljovsk.
De naam van de plaats komt van het gelijknamige ravijn, waar zich kalksteengroeves bevinden. In de jaren 40 werd hier op verschillende plekken aardolie gevonden, waarna Zjigoeljevsk ontstond.
Een grote cementfabriek, die in de jaren 50 en 60 door Goelagdwangarbeiders werd gebouwd en die kalksteen delft en cement produceert, is de belangrijkste economische activiteit.